# Deutsche Welle
Deutsche Welle (DW) è l'emittente pubblica tedesca di radiodiffusione a livello VoA, France. Membro  della ARD, trasmette via satellite attraverso 5 canali (in inglese, tedesco, spagnolo e arabo), radio e internet in 30 lingue (tra cui non  figura l'italiano). L'emittente, il cui nome significa Onda Tedesca, è simile a servizi come BBC World Service, Voice of America, e Radio France Internationale.

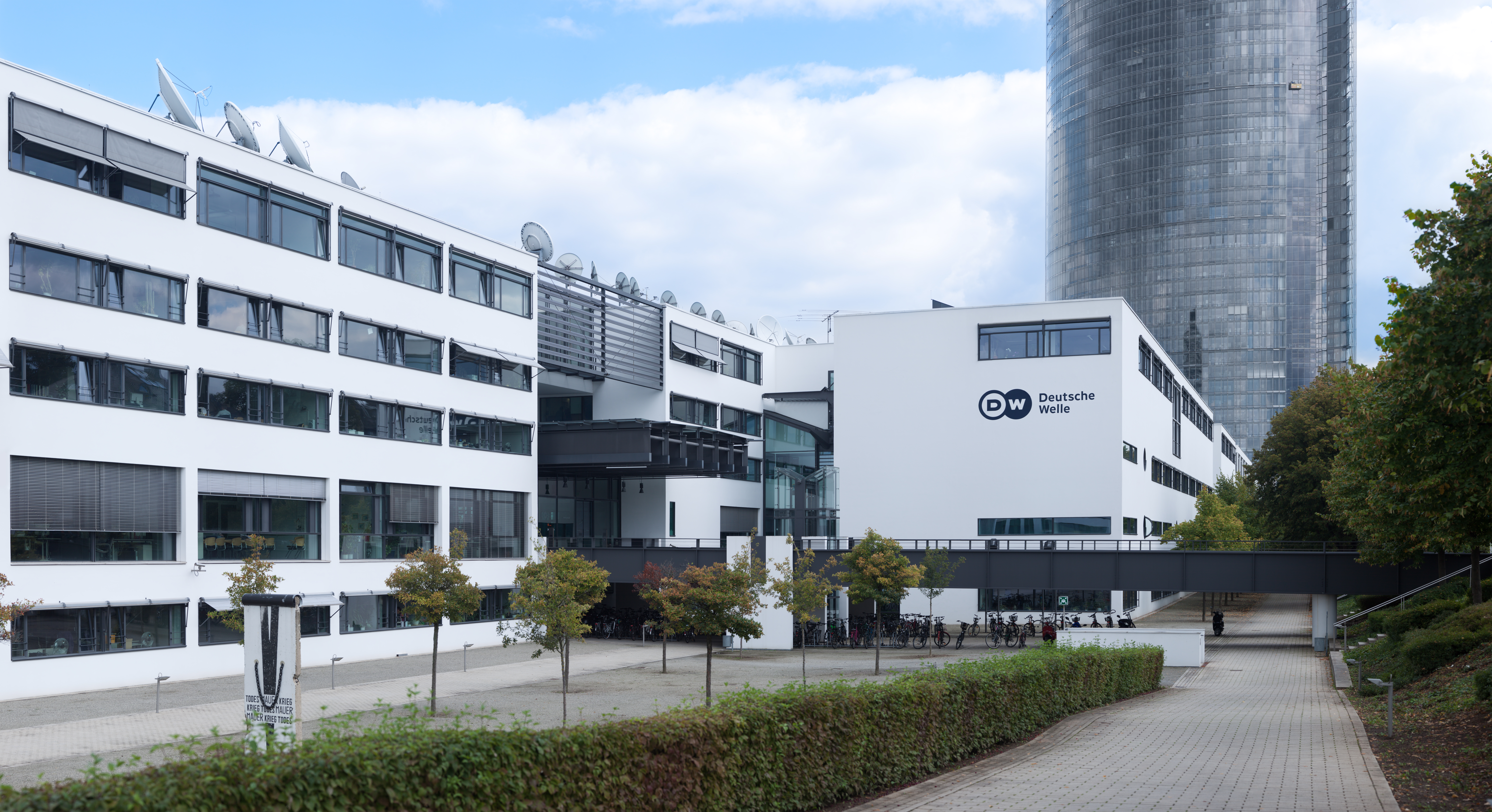
Sede della Deutsche Welle a Bonn

Deutsche Welle trasmette regolarmente dal 1953. Fino al 2003 la sua sede era a Colonia, poi è stata spostata negli uffici governativi di Bonn. La produzione è a Berlino, mentre i contenuti del sito sono prodotti sia a Berlino sia a Bonn.
A Deutsche Welle appartengono il canale radiofonico DW Radio, quello televisivo DW-TV e il portale internet in 30 lingue DW.de. Per via del suo ruolo di emittente tedesca per l'estero, Deutsche Welle non ha mai trasmesso in Germania in VHF ma vi poteva essere ricevuta in onde lunghe e onde medie.
Deutsche Welle prosegue la tradizione della prima emittente radio tedesca, la Weltrundfunksender della Repubblica di Weimar che nel 1933 fu trasformata dai nazisti in Deutscher Kurzwellensender. Deutsche Welle viene spesso confusa con Deutschlandfunk, che invece ha una funzione completamente diversa, essendo pensata come emittente a vocazione prevalentemente interna. Inoltre, agli albori della radiofonia tedesca negli anni '20, esisteva la società Deutsche Welle GmbH, che però non ha nulla a che vedere con l'emittente attuale.
Dal 22 giugno 2015, il canale europeo di DW sui satelliti Hotbird (13,0° E) trasmette solo in lingua inglese. In precedenza, c'era la possibilità di sentire lo stesso canale selezionando tra l'audio tedesco o inglese.

## Compiti istituzionali
Il compito istituzionale di DW, previsto al paragrafo 4 della legge sulla Deutsche Welle (Deutsche-Welle-Gesetz), è quello di far conoscere la Germania come stato di cultura europea organizzato nella forma di uno Stato di diritto libero e democratico, e di promuovere la comprensione e lo scambio tra i popoli e le culture. Quindi, è uno strumento per la politica culturale estera della Repubblica Federale di Germania.

## Forma giuridica
Deutsche Welle, emittente radiofonica di diritto federale, è un'istituzione pubblica non-profit, e, In quanto tale, soggiace al controllo del governo federale. A garanzia del diritto di libertà di stampa è esclusa, però, ogni forma di supervisione tecnica, restando in capo del governo un ruolo di mera supervisione legale.

## Finanziamento
Anche se, come le altre emittenti pubbliche, è un'istituzione di diritto pubblico, DW non incassa alcun canone. Il finanziamento è garantito soprattutto da una concessione dalle entrate fiscali del bilancio federale. Deutsche Welle riceve questo contributo per il tramite del Ministero della Cultura e della Comunicazione, che a sua volta è inserito nella sezione di bilancio della cancelleria federale. Oltre a ciò, DW è autorizzata a percepire altri proventi, in prevalenza pubblicità e sponsorizzazioni, sempre nel rispetto di quanto previsto dalla Deutsche-Welle-Gesetz.

## DW-RADIO
È la radio del gruppo, che si può ascoltare tramite onde corte, satellite, partner radiofonici (WRN Broadcast), social media, DAB, in varie lingue, con servizio in tedesco e inglese 24 ore al giorno.

## Censura
Il 28 ottobre 2021, il sito web di Deutsche Welle è stato bloccato in Bielorussia.
A febbraio 2022 viene chiusa la sede di Mosca, in Russia, per ragioni politiche.

## Direttori generali
- 12 ottobre 1960 - 29 febbraio 1968: Hans Otto Wesemann
- 1º marzo 1968 - 29 febbraio 1980: Walter Steigner
- 1º marzo 1980 - 8 dicembre 1980: Conrad Ahlers
- 19 dicembre 1980 - 30 giugno 1981: Heinz Fellhauer (interim)
- 1º luglio 1981 - 30 giugno 1987: Klaus Schütz
- 1º luglio 1987 - 30 giugno 1989: Heinz Fellhauer
- 1º luglio 1989 - 31 marzo 2001: Dieter Weirich
- 1º aprile 2001 - 30 settembre 2001: Reinhard Hartstein (interim)
- 1º ottobre 2001 - 30 settembre 2013: Erik Bettermann
- 1º ottobre 2013 - oggi: Peter Limbourg